# Reitan AS
Reitan AS er en norsk koncern der driver dagligvarehandel, ejendomme m.m. Koncernen består af en række selskaber for de respektive forretningsområder.
Reitan Retail driver bl.a. følgende dagligvare-butikker:
- REMA 1000 i Danmark og Norge
- 7-Eleven i Danmark, Norge og Sverige
- Easy24 i Danmark og Norge
- Pressbyrån i Sverige
- R-kioski i Finland og Estland
- Narvesen i Norge og Letland
- Spaceworld i Norge
- Preses Apvieniba i Letland

Reitangruppen købte 10. juli 2006 Olie- og benzinselskabet HydroTexaco. En række tankstationer vil blive bygget om til 7-Eleven-butikker, mens olie og benzin-salget vil ske under navnet YX (HydroTexacos gamle logo), der senere hen er blevet til Uno-X tankstationer.
Desuden ejer gruppen 50 % af Grans Bryggeri med base i Sandefjord. Den anden halvdel ejes af Gran-familien. I Danmark er koncernen gennem REMA 1000 Danmark medejer af landets største økologiske ejendom, Gram Slot.